# Orthetrum trinacria
Orthetrum trinacria е вид водно конче от семейство Libellulidae. Видът не е застрашен от изчезване.

## Разпространение
Разпространен е в Алжир, Ангола, Ботсвана, Буркина Фасо, Габон, Гамбия, Гана, Гвинея, Гърция (Егейски острови), Демократична република Конго, Египет, Етиопия, Замбия, Зимбабве, Израел, Йордания, Ирак, Иран, Испания (Канарски острови), Италия (Сардиния и Сицилия), Кабо Верде, Камерун, Кения, Кот д'Ивоар, Кувейт, Лесото, Либия, Мавритания, Мадагаскар, Майот, Малави, Мали, Малта, Мароко, Мозамбик, Намибия (Ивица Каприви), Нигер, Нигерия, Палестина, Португалия, Саудитска Арабия, Свазиленд, Сенегал, Сирия, Сомалия, Судан, Танзания, Того, Тунис, Турция, Уганда, Южен Судан и Южна Африка (Гаутенг, Западен Кейп, Източен Кейп, Квазулу-Натал, Лимпопо, Мпумаланга, Северозападна провинция и Фрайстат).